# Niedermuhlern
Niedermuhlern is een gemeente en plaats in het Zwitserse kanton Bern, en maakt deel uit van het district Bern-Mittelland.
Niedermuhlern telt 471 inwoners.